# Polyalthia venosa
Polyalthia venosa este o specie de plante din genul Polyalthia, familia Annonaceae, descrisă de Elmer Drew Merrill. Conform Catalogue of Life specia Polyalthia venosa nu are subspecii cunoscute.